# 6705 Rinaketty
6705 Rinaketty eller 1988 RK5 är en asteroid i huvudbältet som upptäcktes den 2 september 1988 av den belgiske astronomen Henri Debehogne vid La Silla-observatoriet. Den är uppkallad efter den franska sångerskan Rina Ketty.
Asteroiden har en diameter på ungefär 3 kilometer.